# ディオパトラー
ディオパトラー（古希: Διοπατρα, Diopatrā）は、ギリシア神話のニュムペーである。長音を省略してディオパトラとも表記される。「ゼウスを父とするの娘」の意。アントーニーヌス・リーベラーリスによると、ゼウスの娘たち、あるいは河神スペルケイオスとデイノーの娘たちと言われるオトリュス山に住むニュムペーの1人。ディオパトラーに恋した海神ポセイドーンは思いを遂げることが出来るまで彼女の姉妹たちを黒ポプラに変え、その後もとに戻したという。オトリュス山に住む羊飼い、音楽家のケラムボスがカブトムシに変えられた原因の1つに、このエピソードを嘲笑したことが挙げられている。